# Iwan Wassiljewitsch Kapitonow
Iwan Wassiljewitsch Kapitonow (russisch Иван Васильевич Капитонов; * 10. Oktoberjul. / 23. Oktober 1915greg. in Serowskoje, Gouvernement Tambow, Russisches Kaiserreich; † 28. Mai 2002 in Moskau) war ein sowjetischer Politiker der Kommunistischen Partei der Sowjetunion (KPdSU), der unter anderem zwischen 1965 und 1986 Mitglied des Sekretariats des Zentralkomitees (ZK) der KPdSU sowie von 1986 bis 1988 Vorsitzender der Zentralen Revisionskommission der KPdSU war.

## Leben

### Studium, ZK-Mitglied und Deputierter des Obersten Sowjet
Iwan Wassiljewitsch Kapitonow, der aus einer Bauernfamilie stammte, begann ein Studium am Moskauer Institut für Ingenieure des kommunalen Bauwesens, das er 1938 abschloss. Im Anschluss arbeitete er als leitender Ingenieur sowie Bauleiter im Bauwesen. 1939 wurde er Mitglied der Kommunistischen Partei der Sowjetunion (KPdSU) und begann 1941 seine Tätigkeit in der Parteiverwaltung von Moskau und zunächst Sekretär und daraufhin Zweiter Sekretär des Stadtteilkomitees der KPdSU des Moskauer Stadtteils Krasnopresnenski. 1947 wurde er Vorsitzender des Exekutivkomitees von Krasnopresnenski sowie 1948 Leiter der Abteilung des Moskauer Stadtkomitees der Allunionskommunistischen Partei (Bolschewiki), ehe er zwischen 1951 und 1952 als Zweiter Sekretär des KP-Regionalkomitees der Oblast Moskau fungierte. 1950 wurde er außerdem Deputierter des Obersten Sowjet der UdSSR, dem er während der dritten und der elften Periode bis 1989 angehörte.
Im Januar 1952 löste Kapitonow Iwan Iwanowitsch Rumjanzew als Erster Sekretär des Moskauer Stadtkomitees der KPdSU ab und behielt diese Funktion bis zum 29. März 1954, woraufhin Jekaterina Alexejewna Furzewa seine Nachfolge antrat. Auf dem XIX. Parteitag der KPdSU (5. bis 14. Oktober 1952) wurde er zudem erstmals Mitglied des Zentralkomitees (ZK) der KPdSU und gehörte diesem zunächst bis zum 27. Januar 1959 an. Er selbst wiederum wurde am 27. März 1954 als Nachfolger von Nikolai Alexandrowitsch Michailow Erster Sekretär des Regionalkomitees der KPdSU der Oblast Moskau und hatte dieses Amt bis zu seiner Ablösung durch Pjotr Nilowitsch Demitschew am 2. März 1959 inne. Zugleich war er zwischen 1954 und 1962 Mitglied des Präsidiums des Obersten Sowjets der UdSSR. Am 22. September 1959 übernahm er von Fjodor Jegorowitsch Titow den Posten als Erster Sekretär des KP-Regionalkomitees der Iwanowo und bekleidete diesen bis zu seiner Ablösung durch Alexander Nikolajewitsch Smirnow im Dezember 1964. Auf dem XXII. Parteitag der KPdSU (17. bis 31. Oktober 1961) wurde er wiederum Mitglied des ZK der KPdSU. Im Dezember 1964 wurde er Nachfolger von Witali Nikolajewitsch Titow als Leiter der ZK-Abteilung der Parteiorgane und hatte diese Funktion bis 1983 inne. Außerdem gehörte er zwischen 1964 und 1966 als Mitglied dem Vorstand des Zentralkomitees der KPdSU für die Russische Sozialistische Föderative Sowjetrepublik (RSFSR).

### ZK-Sekretär, Vorsitzender der Zentralen Revisionskommission und Auszeichnungen
Am 29. Dezember 1965 wurde Iwan Kapitonow auf einem ZK-Plenum Mitglied des Sekretariats des Zentralkomitees (ZK) der KPdSU und gehörte diesem Führungsgremium nach seinen Bestätigungen auf den folgenden Parteitagen bis zum 25. Februar 1986 an. Auf dem XXVII. Parteitag der KPdSU (25. Februar bis 6. März 1986) wurde er schließlich Nachfolger von Gennadi Fjodorowitsch Sisow als Vorsitzender der Zentralen Revisionskommission der KPdSU und übte dieses Amt bis zu seiner Ablösung durch Alla Afanasjewna Nischowzewa am 30. September 1988 aus.
Für seine Verdienste in der Sowjetunion wurde Iwan Wassiljewitsch Kapitonow mehrmals ausgezeichnet und erhielt unter anderem 1975 den Titel Held der sozialistischen Arbeit, 1957, 1965, 1971, 1975 und 1985 den Leninorden, 1947 den Orden des Vaterländischen Krieges Zweiter Klasse, 1985 den Orden des Vaterländischen Krieges Erster Klasse, den Orden des Roten Banners der Arbeit, den Orden des Roten Sterns, 1959 die Medaille „Für heldenmütige Arbeit“, die Medaille „Für heldenmütige Arbeit im Großen Vaterländischen Krieg 1941–1945“, die Medaille „Sieg über Deutschland“, die Medaille „20. Jahrestag des Sieges im Großen Vaterländischen Krieg 1941–1945“, die Medaille „30. Jahrestag des Sieges im Großen Vaterländischen Krieg 1941–1945“, die Medaille „40. Jahrestag des Sieges im Großen Vaterländischen Krieg 1941–1945“, die Medaille „50. Jahrestag des Sieges im Großen Vaterländischen Krieg 1941–1945“, die Jubiläumsmedaille „Zum Gedenken an den 100. Geburtstag von Wladimir Iljitsch Lenin“ die Medaille „Veteran der Arbeit“ sowie den Karl-Marx-Orden (Deutsche Demokratische Republik), den Orden Georgi Dimitroff (Volksrepublik Bulgarien).
Er war Vater zweier Kinder. Sein Sohn Wladimir Iwanowitsch Kapitonow war mit der Tochter von Kirill Trofimowitsch Masurow verheiratet, der unter anderem Mitglied des Politbüros des ZK der KPdSU war. Nach seinem Tode wurde er auf dem Moskauer Nowodewitschi-Friedhof beigesetzt.